# Beniatjar (kommunhuvudort)
Beniatjar är en kommunhuvudort i Spanien.   Den ligger i provinsen Província de València och regionen Valencia, i den östra delen av landet, 300 km sydost om huvudstaden Madrid. Beniatjar ligger 393 meter över havet och antalet invånare är 240.
Terrängen runt Beniatjar är kuperad söderut, men norrut är den platt. Terrängen runt Beniatjar sluttar norrut.Runt Beniatjar är det glesbefolkat, med 20 invånare per kvadratkilometer. Närmaste större samhälle är Alcoy, 16,5 km söder om Beniatjar. Trakten runt Beniatjar består till största delen av jordbruksmark.